# Traematosisis
Traematosisis bispinosus és una espècie d'aranya araneomorfa de la subfamília dels erigonins, dins de la família Linyphiidae . És l'únic membre del gènere monotípic Traematosisis.
Es poden trobar als Estats Units.
Fou descrit per primera vegada per S. C. Bishop i C. R. Crosby l'any 1938.